# Tonite is a Wonderful Time to Fall in Love
«Tonite is a Wonderful Time to Fall in Love» (en español: «Esta noche es un momento maravilloso para enamorarse») es una canción de la banda canadiense de rock April Wine.  Se encuentra originalmente en el álbum Stand Back, publicado en 1975 por el sello discográfico Aquarius Records.  Esta canción fue compuesta por Myles Goodwyn.

## Lanzamiento
Este tema fue lanzado como el último sencillo de Stand Back en el mismo año que se publicó este último.  En la cara B de este vinilo fue incluida la melodía «Not for You, Not for Rock n' Roll» («Ni por ti, ni por el rock and roll» en español), escrita por el mismo Goodwyn.

## Recibimiento
La canción fue bien aceptada en el gusto del público, alcanzando los primeros 20 puestos del listado realizado por la revista RPM Magazine en 1976.

## Lista de canciones

### Lado A
| Side one |                                               |               |          |  |
| N.º      | Título                                        | Escritor(es)  | Duración |  |
| 1.       | «Tonight is a Wonderful Time to Fall in Love» | Myles Goodwyn | 3:10     |  |

### Lado B
| Side one |                                     |               |          |  |
| N.º      | Título                              | Escritor(es)  | Duración |  |
| 2.       | «Not for You, Not for Rock n' Roll» | Myles Goodwyn | 3:08     |  |

## Créditos
- Myles Goodwyn — voz principal y guitarra
- Jim Clench — bajo y coros
- Gary Moffet — guitarra y coros
- Jerry Mercer — batería y coros

## Listas
| Año  | País   | Lista        | Posición máxima |
| ---- | ------ | ------------ | --------------- |
| 1976 | Canadá | RPM Magazine | 5.º             |